# 香港2012年3月
- 3月1日：西環港大宿舍地盤命案。
- 3月3日：沙田怡欣山莊院捨命案。
- 3月8日：獅子山隧道往九龍管道因火警而封閉，要到3月19日才全線恢復行車。[1]
- 3月16日：第四屆香港特別行政區行政長官選舉電視辯論舉行，候選人梁振英與唐英年的言論為民間熱議。[2]
- 3月18日：前香港組織學友社主席梁慕嫻在她新書中推測香港特首候選人梁振英是共產黨地下黨員，梁營駁斥其為「無稽之談」。[3]
- 3月19日：參選人唐英年宣佈，他已經就對手梁振英對唐的誹謗言論，向廉政公署備案，並向梁發出律師信。[4]
- 3月23日：最後一屆香港高級程度會考筆試開考，第一科為中國語文及文化科。[5]
- 3月25日：第四屆香港特別行政區行政長官選舉舉行，梁振英以689票擊敗唐英年及何俊仁當選。

- 3月26日：候任行政長官辦公室正式運作。[6]
- 3月28日：中國國務院總理溫家寶於簽署國務院令，正式任命行政長官當選人梁振英為第四屆行政長官。[7]
- 3月28日：首屆香港中學文憑考試舉行，首個科目和卷別是中國語文閱讀能力和寫作能力。[5]
- 3月29日：新地風暴：廉政公署拘捕前政務司司長許仕仁、新鴻基地產董事局聯席主席及董事總經理郭炳江及郭炳聯。[8]
- 3月31日：政府就立法禁止纏擾行為的公眾諮詢踏入最後一日。[9]